# 梅田尚哉
梅田 尚哉（うめだ ひさや）は、読売テレビエンタープライズの代表取締役社長・読売テレビ放送の顧問。元エグゼクティブ・プロデューサー。以前は制作センターチーフプロデューサー、東京制作部長、制作センター次長。

## 来歴・人物
- 2010年7月からは、営業局次長兼営業部長
- 2012年7月1日からは、東京制作局長。
- 2015年6月19日付で執行役員に昇進。
- 2015年7月1日付で制作局長。
- 2017年6月1日付で営業局長。
- 6月23日付で取締役に昇進する[1]。
- 2019年6月1日付で取締役東京支社長。
- 2021年6月25日付で常務取締役制作・報道・情報スポーツ局担当、番組制作統括に昇進。
- 2022年6月23日付で現職。
- 関西学院大学卒業。
- 代表作はキスだけじゃイヤッ!、大阪ほんわかテレビ、EXテレビなど。島田紳助出演などのバラエティ番組やベストヒット歌謡祭など音楽番組も手がけた。

## 過去の担当番組
- キスだけじゃイヤッ!(プロデューサー→チーフプロデューサー)
- ベストヒット歌謡祭
- EXテレビ火曜日(ディレクター、92年10月よりプロデューサーを兼務)
- BLT(プロデューサー)
- West21
- 目玉とメガネ
- 紳助の狼が来たーッ!(プロデューサー)
- RRR
- 伝説音舗うれる堂
- MUSIC YELLはやし系
- MUSIC YELLジャポ音
- 西村由紀江の日曜はピアノ気分
- 中居くん温泉
- トミーズ・小枝の素敵なダーリン
- 全日本有線放送大賞
- 2時のワイドショー
- 芸恋リアル（総合演出を兼務）
- 大阪ほんわかテレビ
- ブラマヨ・チュートのまる金TV
- 今夜はシャンパリーノ
- 鳥人間コンテスト選手権大会（2007年・制作）
- くりぃむ世界(秘)特ダネ仰天そのウソ・ホント 〜トゥルーマン・ショー〜
- 遠くへ行きたい（2008年8月〜12月）
- SUPER SURPRISE(水曜チーフプロデューサー・2009年4月9日～2010年3月、2009年は、木曜担当)
- 島田紳助がオールスターの皆様に芸能界の厳しさ教えますスペシャル!（CP・総合演出を兼務）
- 思い込みは一生の恥!クイズ本当にそれでいいんですね?(チーフプロデューサー・2008年12月18日、2010年4月1日)

## 受賞歴
- 1990年…『EXテレビ視聴率考』民間放送連盟賞娯楽部門最優秀賞
- 1995年…『目玉とメガネ』民間放送連盟賞娯楽部門最優秀賞
- 2000年…『キスだけじゃイヤッ!』民間放送連盟賞エンターテインメント部門最優秀賞